# Karumandi Chellipalayam
Karumandi Chellipalayam è una suddivisione dell'India, classificata come town panchayat, di 20.143 abitanti, situata nel distretto di Erode, nello stato federato del Tamil Nadu. In base al numero di abitanti la città rientra nella classe III (da 20.000 a 49.999 persone).

## Geografia fisica
La città è situata a 11° 18' 34 N e 77° 34' 56 E.

## Società

### Evoluzione demografica
Al censimento del 2001 la popolazione di Karumandi Chellipalayam assommava a 20.143 persone, delle quali 9.871 maschi e 10.272 femmine. I bambini di età inferiore o uguale ai sei anni assommavano a 1.849, dei quali 1.021 maschi e 828 femmine. Infine, coloro che erano in grado di saper almeno leggere e scrivere erano 13.885, dei quali 7.386 maschi e 6.499 femmine.